# Бютгенбах
Бютгенбах (нем. Bütgenbach, фр. Butgenbach, валлон. Bûtba)  — коммуна в Валлонии, расположенная в провинции Льеж, округ Вервье. Принадлежит Немецкоязычному сообществу Бельгии. На площади 97.31 км² проживают 5574 человека (плотность населения — 57 чел./км²), из которых 50.32 % — мужчины и 49.68 % — женщины. Средний годовой доход на душу населения в 2003 году составлял 10 166 евро.
Почтовый код: 4750. Телефонный код: 080.

## История
Первое упоминание о Бютгенбахе датируется IX веком во время правления Каролингов. Первое документальное упоминание относится к 1130 году и приводится в перечне пожертвований в аббатство Мальмеди. С 1200 по 1214 год эта местность принадлежала графам Люксембурга, а затем вследствие брака перешло к герцогству Лимбург. В 1237 году правители Лимбурга приказали построить крепость Бютгенбах на северной стороне деревни на скалистом мысе на берегу реки Вархе. Со временем Бютгенбах отошёл к графству Вианден и Дому Нассау.
В 1795 году Бютгенбах был аннексирован французами. Во время оккупации замок Бютгенбах был окончательно разрушен. То, что осталось от замка, было использовано при строительстве различных домов в деревне. По решению Венского конгресса в 1815 году Бютгенбах перешёл к Пруссии.
После Первой мировой войны в 1920 году районы Эйпен-Мальмеди вместе с Бюгтенбахом отошли к Королевству Бельгия в результате Версальского договора. Во время Второй мировой войны территория Бютгенбаха была присоединена к Германскому Рейху вместе с Эйпен-Мальмеди. 9 сентября 1944 года Бютгенбах был освобожден американскими войсками. Во время Арденнской операции (с 16 декабря 1944 года по январь 1945 года) генерал Эйзенхауэр находился там несколько дней. В Бютгенбахе погибло 458 солдат 1-й американской пехотной дивизии. После окончания войны территория снова была передана под суверенитет Бельгии.
В последний раз немецко-бельгийский договор о границе от 1956 года урегулировал, среди прочего, возвращение некоторых подобластей в пределах муниципалитетов между Бельгией и Германией. Это произошло 28 августа 1958 года.
В результате слияния коммун в 1977 году в коммуну Бютгенбах в настоящее время входят деревни Берг, Бютгенбах, Эльзенборн, Кюхельшайд, Лейкаул, Нидрум и Вейверц.

## Достопримечательности
- Бюгтенбахское водохранилище
- Приходская церковь Св. Стефана
- Приходская церковь Св. Михаила в Вайверце

## Экономика
Помимо туризма и ресторанного бизнеса, муниципальный бюджет пополняют местные ремесленные компании, а также военный полигон Эльзенборн, где военные проводят учения.
Министр внутренних дел Валлонии Андре Антуан (CDH) запретил проведение испытаний боеприпасов MECAR в военном учебном центре Эльзенборн по запросу от 5 июня 2008 года. Были опасения по поводу опасности для здоровья и загрязнения питьевой воды, что также могло бы привести к сокращению туризма.
20 мая 2011 года Государственный совет выпустил глобальное разрешение на испытания боеприпасов в Эльзенборне, следуя аргументам компании MECAR. Инициатива граждан «Стоп Mecar» снова была возобновлена.